# Pterophorus probolias
Pterophorus probolias is een vlinder uit de familie vedermotten (Pterophoridae). De wetenschappelijke naam van de soort is voor het eerst geldig gepubliceerd in 1891 door Edward Meyrick.